# 5735 Лоріпауль
5735 Лоріпауль (5735 Loripaul) — астероїд головного поясу, відкритий 4 червня 1989 року.
Тіссеранів параметр щодо Юпітера — 3,582.